# Eli Biham

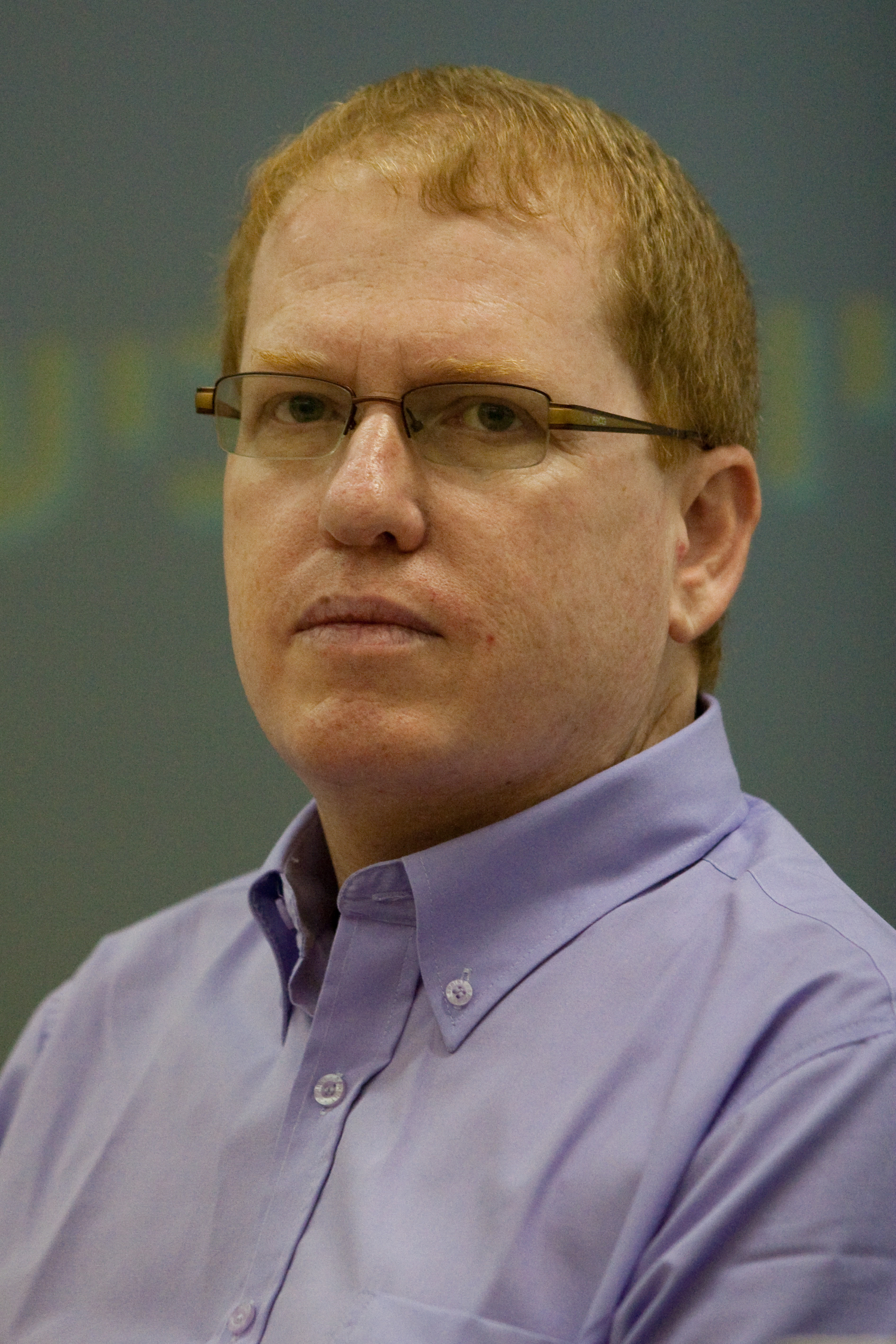
Eli Biham

Eli Biham (hebräisch אלי ביהם) (* 1960) ist ein israelischer Kryptologieexperte. Gemeinsam mit Adi Shamir hat er im Jahr 1990 die Technik der differentiellen Kryptoanalyse entwickelt.
Biham hat unter anderem an der Entwicklung von Serpent und der Hash-Funktion Tiger mitgearbeitet. Im Jahr 2003 entdeckte er eine Sicherheitslücke im Mobilfunkstandard GSM.
Biham arbeitet er an der technischen Universität Technion in Haifa.